# قائمة مواقع التراث العالمي في النرويج

مواقع التراث العالمي التابعة لمنظمة الأمم المتحدة للتربية والعلم والثقافة يونسكو هي أماكن ذات أهمية للتراث الثقافي أو الطبيعي كما هو موصوف في اتفاقية التراث العالمي لليونسكو، التي تم تأسيسها في عام 1972. قبلت النرويج الاتفاقية في 12 مايو 1977، مما جعل مواقعها التاريخية مؤهلة للإدراج في القائمة. اعتبارًا من عام 2017، هناك ثمانية مواقع للتراث العالمي في النرويج، بما في ذلك سبعة مواقع ثقافية وموقع طبيعي واحد. هناك موقع واحد عابر للحدود وهو قوس ستروف الجيوديسي، والذي يتم مشاركته مع تسع دول أخرى.
تم إدراج أول موقعين في النرويج، كنيسة أورن ستاف ورصيف بيرغن، على القائمة في الدورة الثالثة للجنة التراث العالمي، التي عقدت في القاهرة، مصر في عام 1979. بالإضافة إلى مواقع التراث العالمي، تحتفظ النرويج أيضًا بخمسة مواقع في قائمتها المؤقتة، ثلاثة منها ترشيحات عابرة للحدود.

## القائمة
قائمة اليونسكو المواقع تحت عشرة معايير؛ يجب أن يفي كل إدخال بواحد على الأقل من المعايير. المعايير من الأول إلى السادس ثقافية، في حين أن المعايير من السابع إلى العاشر طبيعية.

### القائمة الرئيسية
| الاسم                                | الصورة                                                                               | الموقع                         | سنة التسجيل | النوع | ملاحظات |
| ------------------------------------ | ------------------------------------------------------------------------------------ | ------------------------------ | ----------- | ----- | --- |
| كنيسة أورنز ستاف                     | Urnes Church, a wooden building with a cemetery in front.                            | سوغن وفيوردانه                 | 1979        | ثقافي | تعتبر الكنيسة الرصينة في أورنيس واحدة من أقدم وأبرز الأمثلة على هذا النوع من الكنائس الخشبية. تم بناؤها في القرنين الثاني عشر والثالث عشر ويضم عناصر من تقاليد الفايكنج من كنيسة القرن الحادي عشر السابقة. تجمع الكنيسة بين تأثيرات الفن الكلتي وتقاليد الفايكنج والعمارة الرومانية. يصور العمل الخشبي، الذي نشأ من الكنيسة السابقة، حيوانات متشابكة ومقاتلة، وبالتالي يربط بين ثقافة الشمال ما قبل المسيحية والمسيحية في العصور الوسطى.                                                                                 |
| رصيف بيرغن                           | Bryggen houses, look from the street.                                                | هوردالان                       | 1979        | ثقافي | الرصيف هي منطقة المرفأ التاريخية في بيرغن، وهي مدينة مهمة على الساحل الغربي للنرويج. في عام 1350، أنشأت الرابطة الهانزية مركزًا للتجارة الخارجية، والذي سيطر على تجارة الأسماك من الشمال. استمرت الفترة الهانزية حتى القرن السادس عشر. تأثرت منازل بريجن الخشبية بالعديد من الحرائق، كان آخرها في الخمسينيات من القرن الماضي، ولكن أعيد بناؤها دائمًا على الطراز التقليدي. لا يزال هناك حوالي 60 مبنى تقليديًا حتى اليوم.                                                                                                   |
| روروس                                | Røros town panorama in winter.                                                       | سور تروندلاغ                   | 1980        | ثقافي | كانت روروس مدينة تعدين النحاس من عام 1644 حتى عام 1977، عندما أفلست شركة التعدين. المدينة مبنية بالكامل من الخشب. دمرته القوات السويدية بالكامل في عام 1679 أثناء الحرب السكونية ولكن أعيد بناؤها لاحقًا. جنبًا إلى جنب مع المنطقة المحيطة، المحيط (منطقة الامتيازات التي منحها الملك الدنماركي النرويجي لشركة مصنع روروس للنحاس في عام 1646)، يوضح الحياة والعمل في مدينة التعدين في مناخ القطب الشمالي القاسي. |
| المنحوتات الصخرية في ألتا            | Alta petroglyphs depicting humans and animals                                        | فينمارك                        | 1985        | ثقافي | تحتوي هذه المنشأة على 45 موقعًا من الصخور الصخرية في خمس مناطق حول مضيق ألتا فيورد، أقصى شمال الدائرة القطبية الشمالية. الآلاف من اللوحات والمنحوتات، التي يرجع تاريخها إلى ما يقرب من 4200 قبل الميلاد إلى 500 قبل الميلاد، تصور الحيوانات القطبية، مثل الرنة، الإلكة، الدببة، الأسماك، الحيتان والطيور البحرية، بالإضافة إلى تفاعل الصيادين مع المناظر الطبيعية. تُظهر اللوحات الصيد وصيد الأسماك ورحلات القوارب وأيضًا الرموز والطقوس. كما تم تصوير العديد من المصنوعات اليدوية للثقافة المادية.                         |
| فيجاويان – أرخبيل فيغا               | Vega island panorama from the sea                                                    | نورلان                         | 2004        | ثقافي | بصرف النظر عن كونهم صيادين ومزارعين، على الأقل منذ القرن التاسع، كان سكان أرخبيل فيغا يصطادون العيدر. قام الناس ببناء ملاجئ وأعشاش للبط الذي يأتي إلى هنا كل ربيع ويتم حمايته خلال موسم التكاثر، مما سمح لهم بجمع القاع عندما غادر البط والكتاكيت الأعشاش. لا يزال هذا التقليد محفوظًا في العصر الحديث. يشمل المشهد الثقافي قرى الصيد والأرصفة والمستودعات والمناظر الطبيعية الزراعية والمنارات والمنارات. |
| قوس ستروف الجيوديسي                  | Struve Geodetic Arc pillar in Hammerfest. There is a globe on the top of the pillar. | فينمارك                        | 2005        | ثقافي | قوس ستروف الجيوديسي عبارة عن سلسلة من نقاط التثليث، تمتد على مسافة 2،820 كيلومتر (1،750 ميل) من هامرفست في النرويج إلى البحر الأسود. تم تحديد النقاط في مسح قام به عالم الفلك فريدريك جورج ويهيلم فون ستروف الذي أجرى لأول مرة قياسًا دقيقًا لجزء طويل من خط الزوال، مما ساعد في تحديد حجم وشكل الأرض. في الأصل، كان هناك 265 نقطة محطة. يشمل موقع التراث العالمي 34 نقطة في عشر دول (من الشمال إلى الجنوب: النرويج، السويد، فنلندا، روسيا، إستونيا، لاتفيا، ليتوانيا، بيلاروس، مولدوفا وأوكرانيا)، أربعة منها في النرويج. |
| مضائق غرب النرويج                    | Panorama of Geirangerfjord with some cruise ships in the fjord                       | موره ورومسدال / سوغن وفيوردانه | 2005        | طبيعي | يعد المضايقان من بين أطول وأعمق المضايق في العالم. إنها أمثلة كلاسيكية للمضايق والوديان الجليدية المغمورة. ترتفع الوديان إلى 1400 متر (4،600 قدم) فوق مستوى سطح البحر وتمتد حتى 500 متر تحتها. تضم المنطقة أيضًا عددًا كبيرًا من الشلالات البحيرات الأنهار الجليدية والأنهار الجليدية. |
| موقع ريوكان – نوتودين للتراث الصناعي | The building of the ammonia dioxide factory                                          | تلمارك                         | 2015        | ثقافي | تم إنشاء المجمع الصناعي في مدينتي ريوكان ونوتودن من قبل نورسك هايدرو في أوائل القرن العشرين. قدمت المحطات المبكرة الطاقة الكهرومائية للإنتاج الصناعي للأسمدة من النيتروجين في الهواء، وهي صناعة عالمية جديدة. |

### القائمة الإرشادية المؤقتة
بالإضافة إلى المواقع المدرجة في قائمة التراث العالمي، يمكن للدول الأعضاء الاحتفاظ بقائمة من المواقع المؤقتة التي قد تفكر في ترشيحها. يتم قبول الترشيحات لقائمة التراث العالمي فقط إذا كان الموقع مدرجًا مسبقًا في القائمة المؤقتة. اعتبارًا من عام 2019، أدرجت النرويج خمس مواقع في قائمتها المؤقتة.
| الاسم                                                                                     | الصورة                                                                                       | الموقع          | سنة التسجيل | النوع | ملاحظات |
| ----------------------------------------------------------------------------------------- | -------------------------------------------------------------------------------------------- | --------------- | ----------- | ----- | --- |
| منطقة لابونيان                                                                            | Sea, surrounded by mountains                                                                 | نورلان          | 2002        | مختلط | هذا الموقع المؤقت هو امتداد للموقع المدرج بالفعل في السويد. يسكن لابونيا قومية سامي الذين يحافظون على أسلوب الحياة التقليدي القائم على رعي الرنة. في تايسفيورد، توجد حديقة راغو الوطنية وهي منطقة جبلية برية. |
| جزر لوفوتن                                                                                | Lofoten islands from above. Settlements and mountains.                                       | نورلان          | 2002        | مختلط | لوفوتين هي مجموعة من الجزر شمال الدائرة القطبية الشمالية، تمتد 250 كيلومترًا (160 ميل). وهي تتكون أساسًا من صخور ما قبل الكامبري. كانت مصايد سمك القد مصدرًا مهمًا للدخل منذ عصور ما قبل الفايكنج. تعد المنطقة أيضًا موطنًا مهمًا للحيوانات. |
| أرخبيل سفالبارد                                                                           | Houses in Longyearbyen, a snow-covered mountain in the background                            | سفالبارد        | 2007        | مختلط | حوالي 60٪ من أرخبيل سفالبارد مغطى بالثلج والجليد. تم استخدام الجزر كمحطات لصيد الحيتان ومن قبل عمال المناجم لعدة قرون، وهناك الآن مستوطنات نرويجية وروسية دائمة. نظرًا لأن الطبيعة غير مضطربة في الغالب، فهي موطن مهم لحيوانات القطب الشمالي، مثل الثعلب القطبي، الرنة، الحيتان والفقمة بما في ذلك الفظ، وكذلك شار القطب الشمالي الذي يعيش في البحيرات والأنهار. تعشش العديد من الطيور في سفالبارد، بما في ذلك بط العيدر والإوز. حجر الأساس في سفالبارد غني بالحفريات.                                                                                               |
| جزر يان ماين وجزيرة بوفيه كجزء من ترشيح متسلسل عبر وطني لنظام ريدج في أعراف منتصف الأطلسي | Egg-oeja, a peninsula on the coast of Jan Mayen. Sandy beach with a cliff in the background. | يان ماين وبوفيه | 2007        | طبيعي | هذا جزء من ترشيح عابر للحدود يغطي النقاط فوق البحرية في منتصف الأطلسي. جزيرتان، كلاهما بركاني، ومواقع أخرى تنتمي إلى البرازيل، بريطانيا العظمى، البرتغال وأيسلندا. يان ماين (جزء لا يتجزأ من مملكة النرويج)، في القطب الشمالي، هي موقع تكاثر لأعداد كبيرة من الفقمة والفقمة المغطاة في جرينلاند وكذلك الطيور البحرية. تقع جزيرة بوفيه، التابعة للنرويج، على مسافة 2400 ميل (1500 ميل) جنوب رأس الرجاء الصالح وتدعم تجمعات المعكرونة وطيور البطريق، ولكن تم أيضًا تسجيل طيور البطريق الآديلي للتكاثر. إنه موقع تكاثر فقمات الفراء في أنتاركتيكا وفقمة الفيل الجنوبية. |
| آثار ومواقع الفايكنج / مدافن فيستفولد للسفن ومحاجر هيليستاد كيرنستون                      | Viking ship inside the museum                                                                | فستفولد         | 2011        | ثقافي | يسرد هذا الترشيح العابر للحدود تسعة مواقع في ستة بلدان مرتبطة بإرث ثقافة الفايكنج بين القرنين الثامن والثاني عشر. موقعان في النرويج. يغطي موقع فستفولد ثلاث مدافن للسفن والعديد من تلال الدفن. أنتجت محاجر هيلستاد أحجار الكيرنستون (أحجار الرحي)، لاستخدامها أولاً من قبل السكان المحليين ولاحقًا للتصدير. |